# Privas (tổng)
Tổng Privas là một tổng của Pháp nằm ở tỉnh Ardèche trong vùng Rhône-Alpes.

## Địa lý
Tổng này được tổ chức xung quanh Privas ở quận Privas. Độ cao biến thiên từ 125 m (Flaviac) đến 1 068 m (Ajoux) với độ cao trung bình là 438 m.

## Hành chính
| Giai đoạn   | Ủy viên      | Đảng | Tư cách           |
| ----------- | ------------ | ---- | ----------------- |
| depuis 1998 | Yves Chastan | PS   | Thị trưởng Privas |

## Các đơn vị hành chính
Le canton de Privas bao gồm 16 xã với dân số 18 032 người (điều tra năm 1999, dân số không tính trùng).
| Xã                       | Dân số | Mã bưu chính | Mã insee |
| ------------------------ | ------ | ------------ | -------- |
| Ajoux                    | 89     | 07000        | 07004    |
| Alissas                  | 1 026  | 07210        | 07008    |
| Coux                     | 1 464  | 07000        | 07072    |
| Creysseilles             | 110    | 07000        | 07074    |
| Dunière-sur-Eyrieux      | 324    | 07360        | 07083    |
| Flaviac                  | 1 092  | 07000        | 07090    |
| Freyssenet               | 49     | 07000        | 07092    |
| Gourdon                  | 79     | 07000        | 07098    |
| Lyas                     | 517    | 07000        | 07146    |
| Les Ollières-sur-Eyrieux | 797    | 07360        | 07167    |
| Pourchères               | 118    | 07000        | 07179    |
| Pranles                  | 409    | 07000        | 07184    |
| Privas                   | 9 170  | 07000        | 07186    |
| Saint-Priest             | 1 107  | 07000        | 07288    |
| Saint-Vincent-de-Durfort | 213    | 07360        | 07303    |
| Veyras                   | 1 468  | 07000        | 07340    |

## Thông tin nhân khẩu
| 1962                                                     | 1968   | 1975   | 1982   | 1990   | 1999   |
| -------------------------------------------------------- | ------ | ------ | ------ | ------ | ------ |
| 14 184                                                   | 16 329 | 16 974 | 17 709 | 18 241 | 18 032 |
| Nombre retenu à partir de 1962 : dân số không tính trùng |        |        |        |        |        |